# Autoba brunneopartita
Autoba brunneopartita là một loài bướm đêm trong họ Erebidae.